# SLAMF1
SLAMF1 (англ. signaling lymphocytic activation molecule family member 1; CD150) — мембранный белок, рецептор лимфоцитов. Продукт гена SLAMF1.

## Функции
Белок SLAMF1 играет роль в двусторонней стимуляции T- и B-лимфоцитов. Однако, он приводит к различным сигнальным последствиям в T- и B-клетках. Существует два различных сигнальных пути, опосредованных SLAMF1, — один из них, в котором ингибитор SH2D1A действует как отрицательный регулятор, и второй, в котором участвует белковая тирозин фосфатаза 2C (PTPN11).

## Взаимодействия
SLAMF1 взаимодействует с белками PTPN11, SH2D1A и SH2D1B.

## Тканевая специфичность
Белок экспрессирован на периферических T-клетках памяти, клонах T-лимфоцитов, незрелых тимоцитах и части B-лимфоцитов. Индуцируется после активации на T-лимфоцитах.